# Delaware River Viaduct
Das Delaware River Viaduct bei der kleinen Ortschaft Columbia im Knowlton Township, Warren County, New Jersey, USA, ist das zweite der großen Eisenbahnviadukte, das die Delaware, Lackawanna and Western Railroad im Rahmen des neuen Lackawanna Cut-Off in den Jahren 1908 bis 1910 bauen ließ.
Die Delaware, Lackawanna and Western Railroad (DL&W) war im Zuge der Erschließung der Anthrazitkohlevorkommen in den nordöstlichen Appalachen, u. a. im Lackawanna County, entstanden. Ihr Netz erstreckte sich von New York City bis Buffalo am Eriesee und Oswego am Ontariosee. Anfang des 20. Jahrhunderts ließ sie den Lackawanna Cut-Off bauen, eine Abkürzung mit möglichst geraden Strecken, geringen Steigungen und ohne höhengleiche Bahnübergänge, mit der die Geschwindigkeit der Züge erhöht, die Fahrzeiten verkürzt und die Gewinne der Gesellschaft gesteigert werden konnten. Diese Streckenführung erforderte neben langen Dämmen und Geländeeinschnitten auch große Viadukte, wie das Paulinskill Viaduct und das Delaware River Viaduct. Beim anschließenden Bau einer weiteren Abkürzung, dem Nicholson Cut-Off, entstand das noch größere Tunkhannock Viaduct. Diese drei Viadukte gehörten zu den ersten großen Stahlbetonbrücken und lösten sich untereinander als die jeweils größten Stahlbetonbrücken der Welt ab.
Das Delaware River Viaduct überquert den hier die Grenze zwischen Pennsylvania und New Jersey bildenden Delaware River und die Interstate 80 auf der New-Jersey-Seite sowie die heute von der Delaware-Lackawanna Railroad genutzte ursprüngliche DL&W-Strecke (Old Road) und die kleine örtliche Slateford Road auf der Pennsylvania-Seite.
Das für den zweigleisigen Verkehr ausgelegte Bauwerk wurde vollständig aus Stahlbeton errichtet. Es ist insgesamt 443 m (1452 ft) lang und hat neun Öffnungen. Auf der westlichen Seite stehen nebeneinander zwei 10,1 m weite schlichte Rundbögen als Unterführungen der Old Road und der Slateford Road. An sie schließt sich das architektonisch einheitlich gestaltete Viadukt mit fünf je 45,7 m (150 ft) weiten bögen in der Mitte und zwei je 36,6 m (120 ft) weiten Bögen an den Enden. Die Bögen sind durch eine umlaufende Kante betont. Der 10,4 m breite Fahrbahnträger ist durch kleinere, schlanke Bögen auf den großen Rundbögen aufgeständert. Die Pfeiler treten wie Pilaster hervor und unterteilen die Bogenreihe. Ihre Köpfe bilden kleine Terrassen neben den Gleisen, die in einer Höhe von 19,8 m (65 ft) über der Hochwassermarke des Flusses lagen. Weiter östlich befindet sich noch eine eigenständige Unterführung für die Simpson Street.
Der Zugverkehr begann an Heiligabend 1911 und dauerte bis 1979, als das Nachfolgeunternehmen Conrail den Verkehr auf der Strecke einstellte. Conrail gab die Strecke 1982 vollständig auf und entfernte 1989 die Schienen auf der Brücke, fünf Jahre später als auf dem Paulinskill Viaduct.